# Cross-City-Tunnel
Der Cross City Tunnel ist ein doppelzügiger Tunnel unter der Innenstadt von Sydney im Osten des australischen Bundesstaates New South Wales. Er verbindet den Western Distributor in Darling Harbour mit der New South Head Road in Rushcutters Bay, einem östlichen Vorort der Stadt.

## Verlauf
Der Cross-City-Tunnel zweigt in Darling Harbour vom Western Distributor (Met-4, S40) nach Osten ab. Die beiden Röhren verlaufen zunächst unter der Bathurst Street (Richtung Westen), bzw. der Druitt Street und der ‚’Park Street’’ (Richtung Osten). Unter dem Australian Museum treffen beide Röhren aufeinander und verlaufen Seite an Seite entlang der William Road nach Osten. Der in Nord-Süd-Richtung kreuzende Eastern Distributor (Met-1) ist ca. 400 m weiter östlich angeschlossen.
Unter der Kings Cross Road führt der Tunnel weiter nach Osten zwischen den Stadtteilen Kings Cross und Darlinghurst hindurch. Westlich des Rushcutters Bay Park endet der Tunnel und die New South Head Road (S76) führt von dort aus weiter nach Osten.

## Konstruktion
Die Tunnelanlage besteht aus zwei separaten Tunnelröhren mit je einer Fahrtrichtung auf je zwei Fahrstreifen. Dazwischen gibt es einen kleinen Belüftungstunnel. Von der Tunnelröhre in Richtung Osten kann man in den Eastern Distributor Richtung Süden (zum Kingsford Smith International Airport) abbiegen. Vom Eastern Distributor in Richtung Norden kann man in den Cross-City-Tunnel Richtung Westen abbiegen, um die Innenstadt zu umfahren. Andere Verbindungsmöglichkeiten an dieser Kreuzung gibt es nicht.
Der Tunnel war 2005 Sydneys erste Mautstraße mit komplett elektronischer Mauterhebung.

## Geschichte
2002 beauftragte die Regierung von Bob Carr die Cross City Motorways Ltd., einen in Ost-West-Richtung unter der Innenstadt von Sydney verlaufenden Tunnel zu bauen und zu betreiben.
Die Bauarbeiten begannen im Januar 2003, und eigentlich sollte der Tunnel im Oktober 2005 eröffnet werden. Im April 2005 kündigte die Regierung an, dass der Tunnel vier Monate früher, am 12. Juni 2005, eröffnet werden sollte. Es kam aber zu Verzögerungen bei den Arbeiten, sodass die offizielle Eröffnung tatsächlich am 28. August 2005 stattfand.
In den nachfolgenden drei Wochen wurde keine Maut erhoben und die Betreiber kündigten an, in den ersten zwölf Monaten die Maut nicht erhöhen zu wollen. Nutzer, die noch kein elektronisches Aufnahmegerät für die Maut besaßen, mussten letztendlich nicht bezahlen. Dies führte aber zu negativer Publicity und dadurch zu geringem Verkehrsaufkommen. Man bemühte sich, die Akzeptanz des Tunnels in der Bevölkerung zu erhöhen.
Die mautfreie Periode (für alle) wurde dann bis November 2005 verlängert.

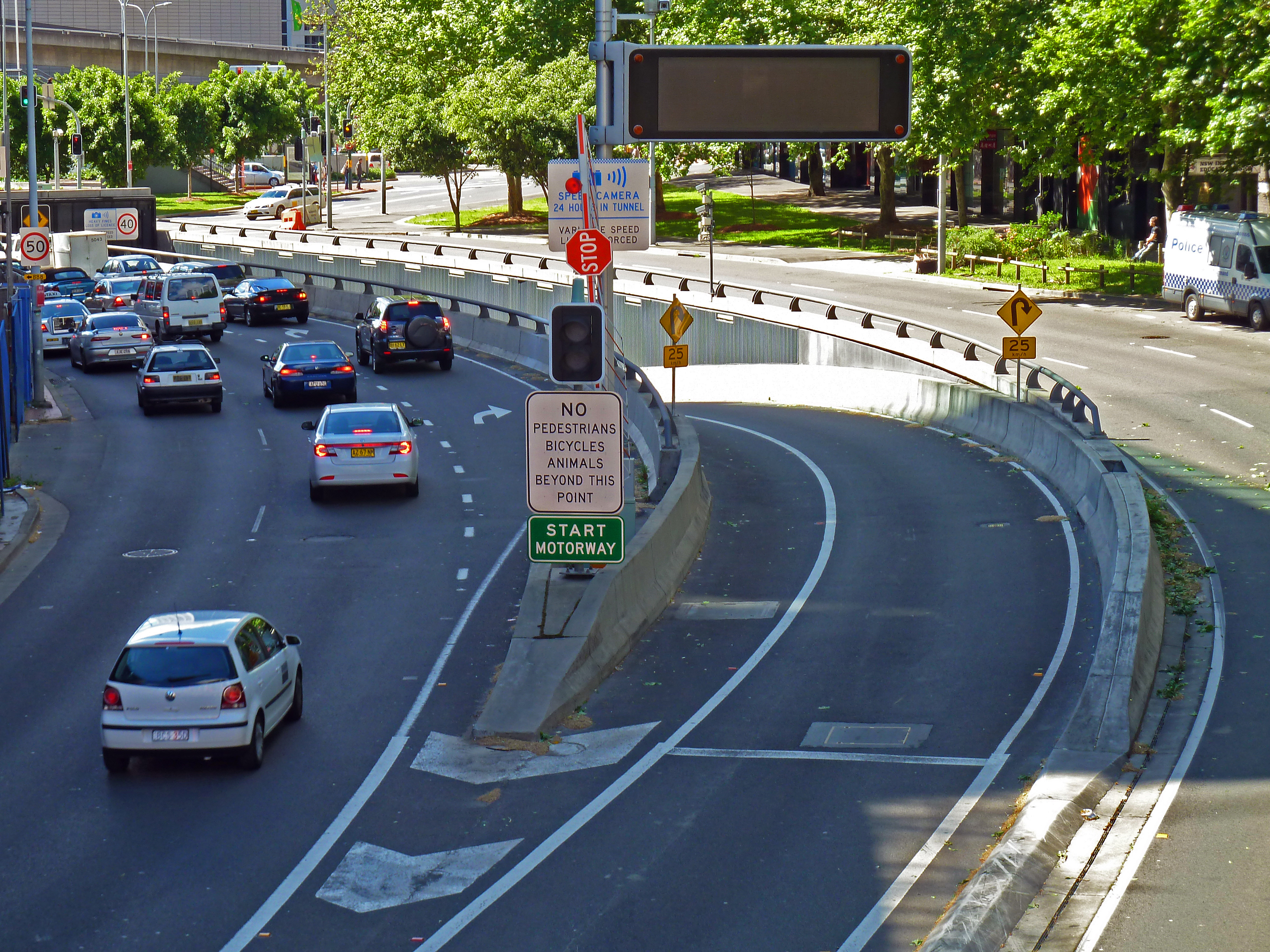
Tunneleinfahrt am Darling Harbour

Im Februar 2006 begannen Spekulationen über ein „Buy-out“ durch die Regierung von New South Wales. Es wurde eine Summe von AU-$ 1 Mrd. gehandelt, wobei der Bau des Tunnels nur AU-$ 680 Mio. gekostet hatte. Die Regierung ließ verlauten, dass es darüber keine Verhandlungen gebe, und das Konsortium des Cross-City-Tunnels gab bekannt, dass es den Verkauf des Tunnels nicht erwäge und sich, ganz im Gegenteil, auf eine lange Betriebsperiode einstelle. Damals nutzten etwa 30.000 Fahrzeuge pro Tag den Tunnel.
Kurz darauf forderte ein Komitee des Oberhauses von New South Wales unter Führung von Fred Nile eine Senkung der Maut und die Aufhebung von Straßensperrungen. Diese Forderungen konnte man nicht durchsetzen, aber das Konsortium des Cross-City-Tunnels verhandelte nun mit der Regierung und kündigte dann für den 3. März 2006 einen Nachlass auf die Maut und andere Änderungen an. Insbesondere sollte die Maut für drei Monate auf AU-$ 1,78 halbiert werden, einige geplante Straßenschließungen sollten nicht realisiert werden und einige bestehende aufgehoben werden. Zwei Tage vor dem Ende der Dreimonatsperiode, in der nur die halbe Maut erhoben wurde, beendete der Premierminister von NSW, Morris Iemma, die Verhandlungen mit dem Konsortium ergebnislos.
Im November 2006 hörte man, dass die Betreibergesellschaft des Tunnels in finanziellen Schwierigkeiten sei und dass ein Nachschuss von den Kapitalgebern erforderlich sei, um einen Konkurs zu vermeiden. Zur gleichen Zeit rechnete man aus, dass ein Verkehrsaufkommen von täglich 60.000 – 90.000 Fahrzeugen notwendig wäre, um dem Konsortium zumindest die Zahlung der Kreditzinsen zu ermöglichen. Die Regierung von New South Wales ließ daraufhin verlauten, dass man weder gedenke, den Tunnel zu kaufen, noch finanzielle Unterstützung gewähren wolle.
Am 27. Dezember 2006 gab ein Syndikat von 16 australischen und ausländischen Banken bekannt, dass die Firma KordaMentha als Konkursverwalter das Management der Cross City Motorway Ltd. übernehmen würde, nachdem über AU-$ 560 Mio. Defizit aus dem Betrieb des Tunnels aufgelaufen waren. Der Tunnel wurde später verkauft.
Im Jahre 2030 soll der Tunnel an den Bundesstaat New South Wales fallen.

## Finanzierung
Die AU-$ 680 Mio., die zum Bau des Tunnels benötigt wurden, stammten ursprünglich aus der Ausgabe von privaten Schuldverschreibungen die sowohl in Australien als auch im Ausland verkauft wurden.